# Terry Brands
Terry Brands, född den 9 april 1968 i Omaha, Nebraska, är en amerikansk brottare som tog OS-brons i bantamviktsbrottning i fristilsklassen 2000 i Sydney.
Brands växte upp i Sheldon, Iowa.